# Lomographa ruptilinea
Lomographa ruptilinea är en fjärilsart som beskrevs av William Schaus 1898. Lomographa ruptilinea ingår i släktet Lomographa och familjen mätare. Inga underarter finns listade i Catalogue of Life.